# Joseph Makhanya
Joseph Mbutisi Makhanya (ur. 15 września 1981 w Soweto) – południowoafrykański piłkarz grający na pozycji prawego pomocnika.

## Kariera klubowa
Karierę piłkarską Makhanya rozpoczął w klubie Kagiso Poort FC. Następnie rozpoczął treningi w Orlando Pirates z Johannesburga. W 2000 roku awansował do kadry pierwszej drużyny, a w 2001 roku zadebiutował w jego barwach w Premier Soccer League. W 2002 roku zaczął grać w podstawowym składzie Pirates. W 2003 roku osiągnął swój pierwszy sukces w karierze, gdy wywalczył mistrzostwo RPA. W latach 2005–2006 dwukrotnie z rzędu zajął z Pirates 2. miejsce w Premier League. W 2008 i 2009 roku zdobył wraz z Orlando Pirates Charity Cup. W 2009 roku został też wicemistrzem Republiki Południowej Afryki.
| Sezon   | Klub            | Kraj              | Rozgrywki             | Mecze | Bramki |
| ------- | --------------- | ----------------- | --------------------- | ----- | ------ |
| 2001/02 | Orlando Pirates | Południowa Afryka | Premier Soccer League | 11    | 1      |
| 2002/03 | Orlando Pirates | Południowa Afryka | Premier Soccer League | 23    | 0      |
| 2003/04 | Orlando Pirates | Południowa Afryka | Premier Soccer League | 29    | 4      |
| 2004/05 | Orlando Pirates | Południowa Afryka | Premier Soccer League | 21    | 0      |
| 2005/06 | Orlando Pirates | Południowa Afryka | Premier Soccer League | 26    | 0      |
| 2006/07 | Orlando Pirates | Południowa Afryka | Premier Soccer League | 10    | 0      |
| 2007/08 | Orlando Pirates | Południowa Afryka | Premier Soccer League | 20    | 1      |
| 2008/09 | Orlando Pirates | Południowa Afryka | Premier Soccer League | 4     | 0      |
| 2009/10 | Orlando Pirates | Południowa Afryka | Premier Soccer League |       |        |

## Kariera reprezentacyjna
Swoje jedyne spotkanie w reprezentacji RPA Makhanya rozegrał 30 stycznia 2006 roku podczas Pucharu Narodów Afryki 2006 przeciwko Zambii (0:1).